# Oye Primate
Oye Primate es un grupo de rock argentino, formado en la ciudad de Palmira, en el departamento de San Martín, en la provincia de Mendoza, en el año 2004.
Forman parte del llamado movimiento del rock mendocino, siendo uno de los grupos principales, más comprometidos con la difusión de la música originaria de la región de cuyo.
Su música fusiona géneros muy diversos, entre los que se encuentran estilos como el reggae, ska, funk, cumbia, folklore, mezclándolo con la energía del rock.

## Discografía
- En directo... desde Rivadavia (2006)
- Que suenen balas (2007)
- Oye Primate (demo) (2008)
- ¡Resiste! (2009)
- Cantando En El Barrio (2012)
- Lucha En Carretera (2015)